# Bascetta-Stern

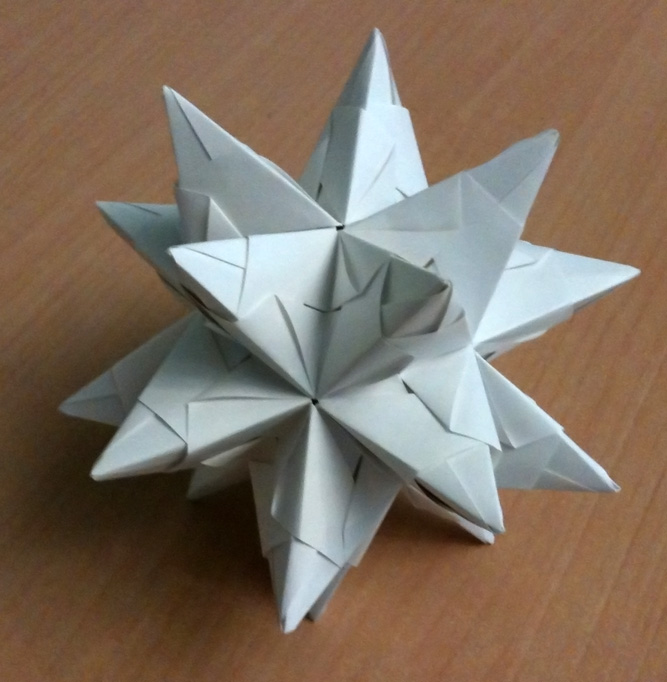
Ein aus weißen Notizzetteln gefalteter Bascetta-Stern

Als Bascetta-Stern (Aussprache von Bascetta: [ˌbaˈʃet̪ːa]) bezeichnet man eine bestimmte Form eines Weihnachtssterns, welcher als modulares Origami aufgebaut ist. Benannt ist der Stern nach dem italienischen Mathematik-Lehrer Paolo Bascetta, der ihn erdachte. In Mathematik-Ausstellungen wird er eingesetzt, um Schulkindern einen anschaulichen Zugang zu Polyedern und dreidimensionaler Symmetrie zu ermöglichen.
Es gibt von Bascetta weitere 2D- und 3D-Origami-Sterne, wie den Bascetta-Stern 2.

## Form

Zwanzigflächer

Ein Bascetta-Stern wird durch einen Zwanzigflächer (Ikosaeder) aus 20 gleichseitigen Dreiecken gebildet, der neben der Dreieckpyramide und dem Würfel zu den fünf platonischen Körpern gehört. Über jeder seiner 20 Flächen erhebt sich jeweils eine dreiseitige Pyramide. Der so entstandene geometrische Körper wird als Ikosaederstern bezeichnet, ist mit diesem jedoch nicht kongruent. Die Dreiecksflächen mit gemeinsamer Basis schließen einen Winkel von ungefähr 70,55° ein (gegenüber 63,44°, aufgrund höherer Pyramidenspitzen beim Ikosaederstern). Um den Bascetta-Stern zu bauen, benötigt man 30 gleich große, quadratische Blätter Papier. Diese werden alle identisch gefaltet und schließlich zum Stern zusammengesetzt. Es ist dafür weder Schere noch Klebstoff notwendig. Der fertige Stern ist stabil, weil sich die Einzelteile wie eine Schraube ineinander drehen. Dadurch klemmen sie sich gegenseitig ein. Das Einzelteil wird im Original daher Tornillo-Modul (ital. für Schraube) genannt.

## Variationen

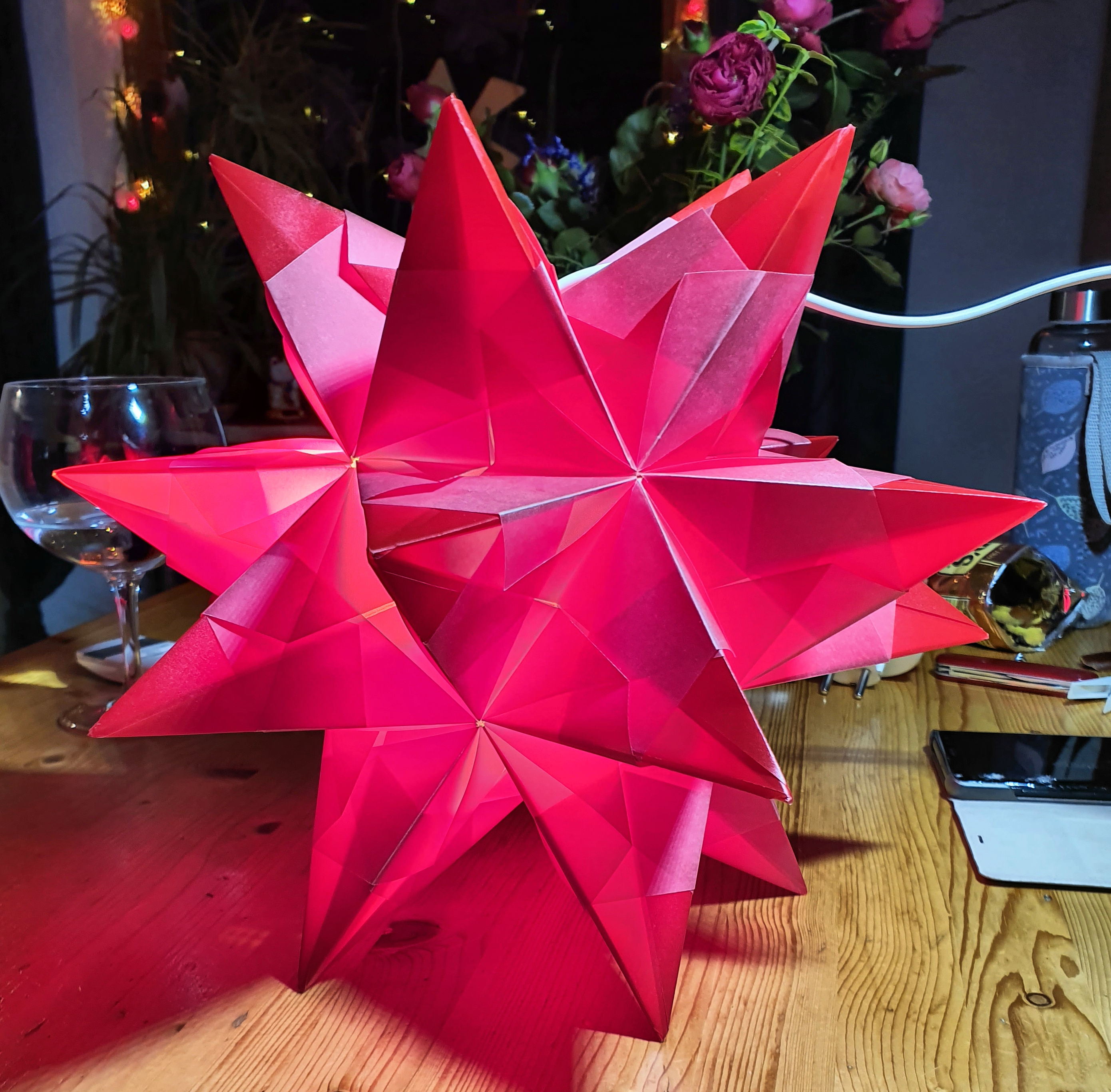
Beleuchteter Bascetta-Stern aus Transparentpapier Ø 30 cm

Es gibt zahlreiche Varianten des Sterns, die sich nicht nur auf verschiedene Größen beschränken. So kann man durch verschiedenfarbige Papierbögen oder transparentes Papier beeindruckende Effekte erzielen. Auch kann man das fertige Origami z. B. in Wachs tauchen, um es noch stabiler zu machen.
Mit den modularen Teilen für den Bascetta-Stern lassen sich alle Sterne herstellen, die auf den platonischen und archimedischen Körpern beruhen, nicht nur Ikosaedersterne. Die Anzahl der Kanten entspricht dann der Anzahl der zu faltenden Teile und die Anzahl der Seiten der Anzahl der Spitzen des fertigen Sterns. Von jeder Polyederkante – das Ikosaeder hat 30 Kanten – gehen zwei Pyramidenseiten aus, die zu benachbarten Sternspitzen gehören. Aus jedem quadratischen Papierblatt wird ein Modul gefaltet, das zwei solche benachbarten Pyramidenseiten bildet. Deshalb muss die Anzahl der Module der Anzahl der Kanten des Polyeders entsprechen, dessen Flächen die Grundflächen der Pyramiden bilden. Für den Bascetta-Stern werden deswegen 30 Module benötigt. Darüber hinaus sind auch viele weitere Varianten des Sterns durch anderes Zusammenstecken der Teile möglich.

## Verwechslung
Bascetta-Sterne werden irrtümlicherweise oft auch als Aurelio-Sterne bezeichnet. Ein „Aurelio-Stern“ ist jedoch ein ähnlicher, ebenfalls auf einem Zwanzigecker (Ikosaeder) beruhender Stern und mit gleichseitigen dreieckigen Einzelteilen, dessen Einzelteile – im Gegensatz zum Bascetta-Stern – zusammengeklebt werden.